# As Vidas de Christopher Chant
As Vidas de Christopher Chant (The Lives of Christopher Chant) é um livro escrito por Diana Wynne Jones, lançado em 1988. De acordo com a cronologia interna é o primeiro da série Os Mundos de Crestomanci. 
Christopher Chant foi apresentado como Crestomanci no livro Vida Encantada, e essa  narrativa ocorre pelo menos 25 anos antes. O estranho título se refere ao fato de que os Crestomanci, magos indicados pelo governo para regular o uso de magia no mundo serem magos com nove vidas.

## Sinopse
O livro narra a infância de Christopher Chant. 
Christopher raramente via os pais. Seu pai ficava tão concentrado em trabalho que Christopher temia não conseguir reconhecê-lo se o encontrar na rua e, as criadas contavam que sua mãe era uma “beldade”, coisa que evidentemente dava muito trabalho, pois ficava diante do espelho por horas com frascos, potes e criadas por todos os lados. Christopher conhece os pais mais pelas conversas das criadas do que em pessoa, pois os dois conversam por bilhetes, todos grande material para fofocas!
A única diversão de Christopher são seus sonhos onde ele pode escapar para outros mundos. O fato de que ele pode trazer coisas de volta dos mundos dos sonhos atrai a atenção seu Tio Ralph, que arranja “testes” para o talento de Christopher que, vendo que o tio o acha importante,  fica feliz em ajudá-lo. Nessas viagens ele faz amizade com Tacroy, um amigo do seu tio que serve de guia mas não tem poder de viajar com objetos entre mundos.
Quando o casamento de seus pais finalmente desaba Christopher é enviado para um colégio interno, onde ele faz seus primeiros amigos e descobre seu amor pelo críquete mas, seus planos para ser jogador profissional são arruinados em um jogo em que ele acertado na cabeça com um taco e é declarado morto!
Entretanto esse não é o fim! O médico já havia declarado seu falecimento mas ele acorda na manhã seguinte e, completamente confuso, espalha pânico pelo hospital! 
Seu pai entende que ele tem mais de uma vida e entra em contato com o Dr. Pawson, um especialista em magia. 
Após a confirmação de que ele realmente era um mago de nove vidas ele é mandado ao Castelo Crestomanci como provável candidato para sucessor do idoso Crestomanci. Apesar do que Crestomanci lhe diz Christopher  suspeita que nessa questão ele não tem escolha.

## Personagens
Christopher Chant: Christopher é o protagonista deste livro. Ele é um bom garoto, bem-comportado e educado mas, quando está mal humorado pode ser um bocado cruel com as pessoas. Christopher se torna candidato a  próximo Crestomanci e fica muito frustrado pois parece que toda a sua vida já foi decidida pelos adultos. No castelo ele não tem amigos além de Throgmorten, o gato do Templo de Ashet e o guia espiritual Tacroy.
Asheth Viva : Asheth Viva (chamada também de "Deusa")  é a encarnação de uma deusa adorada na série 10. Ela tem aproximadamente a mesma idade de Christopher e também tem uma magia poderosa. Christopher a conhece quando seu tio pede que traga um gato do Templo de Asheth. A Deusa não pode tocar em nada de seu mundo que não seja consagrado,  e a Deusa, cansada de livros didáticos, lhe entrega um gato particularmente problemático chamado Throgmorten em troca de livros do mundo dele.  A Deusa fica fã da série de livros em que a personagem Millie vai a uma escola interna e então começa a sonhar em ir a uma ela mesma.
Tacroy: É o guia espiritual contratado para guiar e ajudar Christopher em suas incursões nos outros mundos. Por ser simpático e ótimo instrutor de críquete acaba se tornando amigo de Christopher. Ele diz a Christopher que ele devia desistir das viagens perigosas e que seu tio não é uma pessoa muito boa, mas ele não lhe dá ouvidos e continua com as incursões. 
Tio Ralph: Ralph é o antagonista neste livro. Ele é irmão da mãe de Christopher e finge ajudá-la quando a fortuna da família é perdida. Christopher, sem questionar nada ajuda o tio nas “experiências” nos outros mundos sem saber que o tio na verdade era o líder da gangue Assombração, os maiores traficantes de objetos mágicos, que estão sendo procurados pelos moradores do Castelo Crestomanci. O gato Throgmorten tem um ódio em especial por tio Ralph que pretendia o vender em partes no mercado-negro.
Crestomanci: Neste livro Crestomanci é Gabriel de Witt, um idoso mago, com uma figura alta, magra e lúgubre. Gosta de manter sua equipe sempre na eficiência máxima e não tem paciência para lidar com Christopher o que gera um bocado de atrito entre os dois. 